# Campeonato de Francia de Rugby 15 1997-98
El Campeonato de Francia de Rugby 15 1997-98 fue la 99.ª edición del Campeonato francés de rugby.
El campeón del torneo fue el equipo de Stade Français quienes obtuvieron su noveno campeonato.

## Desarrollo

### Grupo 1
| Pos | Equipo           | Puntos |
| --- | ---------------- | ------ |
| 1   | Stade toulousain | 46     |
| 2   | US Colomiers     | 43     |
| 3   | RC Narbonne      | 42     |
| 4   | Montferrand      | 40     |
| 5   | Brive            | 37     |
| 6   | Biarritz         | 36     |
| 7   | Dax              | 34     |
| 8   | Béziers          | 32     |
| 9   | La Rochelle      | 28     |
| 10  | Nice             | 22     |

| Pos | Equipo          | Puntos |
| --- | --------------- | ------ |
| 1   | Stade Français  | 43     |
| 2   | Perpignan       | 43     |
| 3   | Bègles-Bordeaux | 43     |
| 4   | Castres         | 42     |
| 5   | Pau             | 39     |
| 6   | Bourgoin        | 37     |
| 7   | Agen            | 37     |
| 8   | Toulon          | 35     |
| 9   | Grenoble        | 23     |
| 10  | Montpellier     | 18     |

### Cuartos de final
| mayo de 1998 | Bourdeaux-Begles | - | Stade Français | 31–26 | 18–24 |
| mayo de 1998 | Montferrand      | - | Toulouse       | 19–10 | 9–22  |
| mayo de 1998 | Castres          | - | Perpignan      | 25–19 | 7–42  |
| mayo de 1998 | RC Narbonne      | - | Colomiers      | 19–19 | 8–8   |

### Semifinal
| 9 de mayo de 1998 | Stade Français | 39 - 3 | Toulouse |  |  |

| 9 de mayo de 1998 | Perpignan | 15 - 12 | Colomiers |  |  |

### Final
| 16 de mayo de 1998 | Stade Français | 34 - 7 | Perpignan | Stade de France, París |  |

| Bandera de Francia     |
| Campeón Stade Français |
| Noveno título          |